# Tsjûkemar
Le Tsjûkemar (en néerlandais Tjeukemeer) est un lac néerlandais de la province de Frise.

## Géographie
Le Tsjûkemar, le plus grand lac de la province de la Frise, est situé dans le sud-ouest de cette province, dans la région de Zuidwesthoek, sur le territoire de la commune de De Fryske Marren. La partie occidentale du lac est traversée par l'autoroute A6.
Autour du lac sont situés les villages d'Echten, Echtenerbrug, Rohel, Delfstrahuizen et Oosterzee. Les rives du lac hébergent également plusieurs campings.
Le lac n'a pas la même profondeur partout. La partie nord-est est très peu profond, la profondeur n'y dépasse pas le mètre. Dans le lac sont situées trois îles : Tsjûkepolle, Marchjepolle et Ganzetippe.

## Histoire
La forme et la superficie du lac ont subi plusieurs modifications au cours des siècles, sous l'influence des raz-de-marée et des glaces. Notamment les raz-de-marée et inondations de 1164, de 1219 et de 1509 ont fortement modifié l'aspect du lac. Le lac a également été agrandi des suites d'incendies de forêt et de fagne.
Vers 1840, un premier projet d'assèchement du lac a vu le jour, en même temps que l'assèchement du Haarlemmermeer. Un deuxième projet a été lancé vers 1880. Ces projets n'ont jamais été réalisés.

## Source
- (nl) Cet article est partiellement ou en totalité issu de l’article de Wikipédia en néerlandais intitulé « Tjeukemeer » (voir la liste des auteurs).